# Albert Battel
 (janvier 2014).
Albert Battel (21 janvier 1891 – 17 mars 1952) est un avocat allemand et lieutenant de la Wehrmacht, reconnu pour sa résistance à la liquidation du ghetto juif de Przemysl en 1942.

## Carrière
En juillet 1942, des rumeurs de déportation circulent dans le ghetto et parviennent à la connaissance d'Albert Battel. Son chef Max Liedtke appelle l'Untersturmführer SS Adolf Benthin et insiste pour que tous les Juifs qui travaillent pour la Wehrmacht ne soient pas déportés. Sans attendre de réponse, le 26 juillet 1942, en accord avec Max Liedtke, commandant de la garnison, il prend la décision de bloquer militairement le pont ferroviaire sur la rivière San pour empêcher l'accès de la SS au ghetto. Le chef local de la Gestapo fait une concession et permet à 2 500 Juifs d'obtenir des laissez-passer pour sortir du ghetto. Battel fait ensuite emmener dans des camions 240 Juifs du ghetto dont une centaine travaillait pour la Wehrmacht et les installa dans l'enceinte de la Kommandantur pour qu'ils échappent à la déportation.
Le lendemain, le 27 juillet, les SS et leurs auxiliaires entrent dans le ghetto, font exécuter les vieillards et les malades dans une forêt proche et déportent en trois jours tous les autres Juifs vers le camp d'extermination de Belzec. 
L'affaire remonte jusqu'à Heinrich Himmler qui donne des instructions par courrier à Martin Bormann pour qu'Albert Battel soit arrêté à la fin de la guerre. Quelques semaines plus tard Albert Battel est relevé de son poste et est muté dans une unité de défense à Breslau. Il est capturé par l'Armée rouge et est détenu dans un camp de prisonniers. Il est libéré après guerre et retourne chez lui. Il ne peut reprendre son métier d'avocat du fait de son appartenance au parti nazi.
Le titre de Juste parmi les nations lui a été décerné à titre posthume en 1981.